# Phaonia mimincana
Phaonia mimincana este o specie de muște din genul Phaonia, familia Muscidae, descrisă de Feng și Ma în anul 1994.
Este endemică în Sichuan. Conform Catalogue of Life specia Phaonia mimincana nu are subspecii cunoscute.